# Бартек
Ба̀ртек (на полски: Dąb Bartek) е сред най-старите дъбове в Полша.
От 1954 г. е защитен като природна забележителност. Расте в близост до село Бартков.

## Възраст и размер на дъб
В книгата си от 1992 г. Цезари Пациняк споделя резултатите си от изследването на дървото, според тях то е на 654 години. Според измервания от 2013 г. дървото е с височина 28,5 m. Обиколката на свола, на височина 1,30 m от земята е 9,85 m, a на нивото на земята е 13,4 m, дебелината му e 3,14 m.

## История
През 1829 г. дървото има 14 основни клона и 16 странични, а през 2008 г. се състои осем основни клона. През 1906 г. дървото пострадва от пожар. На 28 октомври 1954 г. Дъб „Бартек" придобива статут на природен паметник. На 3 юни 1991 г. е повреден от мълния и губи един от крайните си клони.